# Карман (Манітоба)
Карман (англ. Carman) — містечко в Канаді, у провінції Манітоба, у складі сільського муніципалітету Дафферін.

## Населення
За даними перепису 2016 року, містечко нараховувало 3164 особи, показавши зростання на 4,5 %, порівняно з 2011-м роком. Середня густина населення становила 728,3 осіб/км².
З офіційних мов обидвома одночасно володіли 120 жителів, тільки англійською — 2 945, а 5 — жодною з них. Усього 350 осіб вважали рідною мовою не одну з офіційних, з них 10 — українську.
Працездатне населення становило 55,8 % усього населення, рівень безробіття — 4,9 % (7,5 % серед чоловіків та 1,5 % серед жінок). 87,3 % осіб були найманими працівниками, а 11,3 % — самозайнятими.
Середній дохід на особу становив $40 967 (медіана $33 648), при цьому для чоловіків — $49 313, а для жінок $33 794 (медіани — $43 337 та $26 912 відповідно).
27,6 % мешканців мали закінчену шкільну освіту, не мали закінченої шкільної освіти — 26,8 %, 45,8 % мали післяшкільну освіту, з яких 30,6 % мали диплом бакалавра, або вищий, 10 осіб мали вчений ступінь.
| Статево-вікова структура населення | Статево-вікова структура населення | Статево-вікова структура населення | Статево-вікова структура населення | Статево-вікова структура населення |
| ---------------------------------- | ---------------------------------- | ---------------------------------- | ---------------------------------- | ---------------------------------- |
|                                    |                                    |                                    |                                    |                                    |
| Всього                             | Всього                             | 48,5%51,5%                         |                                    |                                    |
| 0 — 14 років                       | 0 — 14 років                       |                                    | 16,9%                              | 16,9%                              |
| 15 — 64 років                      | 15 — 64 років                      |                                    | 53,1%                              | 53,1%                              |
| 65 і більше                        | 65 і більше                        |                                    | 30%                                | 30%                                |
| 85 і більше                        | 85 і більше                        |                                    | 7%                                 | 7%                                 |
| Середній вік (років)               | Середній вік (років)               | 43,449,3                           | 46,4                               | 46,4                               |
| Медіана (років)                    | Медіана (років)                    | 43,452,2                           | 48,5                               | 48,5                               |
| — чоловіки — жінки                 |                                    |                                    |                                    |                                    |

| Походження мешканців:     | Походження мешканців:     | Походження мешканців: | Походження мешканців: | Походження мешканців: |
| ------------------------- | ------------------------- | --------------------- | --------------------- | --------------------- |
| Походження                |                           |                       | осіб                  | %                     |
| Корінні американці        | Корінні американці        |                       | 220                   | 7.17%                 |
| Інше північноамериканське | Інше північноамериканське |                       | 725                   | 23.62%                |
| Європейське               | Європейське               |                       | 2 570                 | 83.71%                |
| британське                | британське                |                       | 1 365                 | 44.46%                |
| французьке                | французьке                |                       | 365                   | 11.89%                |
| українське                | українське                |                       | 175                   | 5.7%                  |
| Латинськоамериканське     | Латинськоамериканське     |                       | 40                    | 1.3%                  |
| Африканське               | Африканське               |                       | 10                    | 0.33%                 |
| Азійське                  | Азійське                  |                       | 85                    | 2.77%                 |
| Океанійське               | Океанійське               |                       | 15                    | 0.49%                 |

| Зайнятість населення за галузями (за класифікацією NOC): | Зайнятість населення за галузями (за класифікацією NOC): | Зайнятість населення за галузями (за класифікацією NOC): | Зайнятість населення за галузями (за класифікацією NOC): | Зайнятість населення за галузями (за класифікацією NOC): |
| -------------------------------------------------------- | -------------------------------------------------------- | -------------------------------------------------------- | -------------------------------------------------------- | -------------------------------------------------------- |
|                                                          |                                                          |                                                          |                                                          |                                                          |
| Управління                                               | Управління                                               |                                                          | 14%                                                      | 14%                                                      |
| Бізнес, фінанси та адміністрування                       | Бізнес, фінанси та адміністрування                       |                                                          | 13,6%                                                    | 13,6%                                                    |
| Природничі та прикладні науки                            | Природничі та прикладні науки                            |                                                          | 5,7%                                                     | 5,7%                                                     |
| Охорона здоров'я                                         | Охорона здоров'я                                         |                                                          | 6,1%                                                     | 6,1%                                                     |
| Освіта, правозахист, муніципальні та урядові служби      | Освіта, правозахист, муніципальні та урядові служби      |                                                          | 13,6%                                                    | 13,6%                                                    |
| Мистецтво, культура, відпочинок та спорт                 | Мистецтво, культура, відпочинок та спорт                 |                                                          | 2,9%                                                     | 2,9%                                                     |
| Роздрібна торгівля та послуги                            | Роздрібна торгівля та послуги                            |                                                          | 18,3%                                                    | 18,3%                                                    |
| Гуртова торгівля, транспорт та обладнання                | Гуртова торгівля, транспорт та обладнання                |                                                          | 15,8%                                                    | 15,8%                                                    |
| Природні ресурси, сільське господарство                  | Природні ресурси, сільське господарство                  |                                                          | 6,1%                                                     | 6,1%                                                     |
| Виробництво                                              | Виробництво                                              |                                                          | 4,7%                                                     | 4,7%                                                     |

## Клімат
Середня річна температура становить 3 °C, середня максимальна — 24,1 °C, а середня мінімальна — -23,6 °C. Середня річна кількість опадів — 515 мм.
| Клімат поселення                              | Клімат поселення | Клімат поселення | Клімат поселення | Клімат поселення | Клімат поселення | Клімат поселення | Клімат поселення | Клімат поселення | Клімат поселення | Клімат поселення | Клімат поселення | Клімат поселення | Клімат поселення |
| Показник                                      | Січ.             | Лют.             | Бер.             | Квіт.            | Трав.            | Черв.            | Лип.             | Серп.            | Вер.             | Жовт.            | Лист.            | Груд.            |                  |
| Середній максимум, °C                         | −10,85           | −6,96            | 0,30             | 10,25            | 18,53            | 23,80            | 24,10            | 23,36            | 17,86            | 10,71            | 0,33             | −8,8             |                  |
| Середня температура, °C                       | −17,23           | −13,34           | −6,12            | 3,86             | 12,12            | 17,40            | 19,41            | 18,69            | 13,20            | 6,02             | −4,33            | −13,48           |                  |
| Середній мінімум, °C                          | −23,64           | −19,74           | −12,52           | −2,53            | 5,72             | 10,99            | 14,72            | 14,00            | 8,50             | 1,37             | −9               | −18,16           |                  |
| Норма опадів, мм                              | 20               | 20               | 29               | 31               | 69               | 84               | 75               | 63               | 41               | 32               | 26               | 25               |                  |
| Середньомісячна швидкість вітру, м/с          | 4.40             | 4.30             | 4.50             | 4.60             | 4.70             | 4.10             | 3.60             | 3.70             | 4.20             | 4.50             | 4.50             | 4.42             |                  |
| Середньомісячна сонячна радіація, кДж/м²·день | 4354             | 7729             | 12549            | 17094            | 19889            | 21112            | 21786            | 18546            | 12889            | 7756             | 4386             | 3308             |                  |
| --------------------------------------------- | ---------------- | ---------------- | ---------------- | ---------------- | ---------------- | ---------------- | ---------------- | ---------------- | ---------------- | ---------------- | ---------------- | ---------------- | ---------------- |
| Джерело:                                      |                  |                  |                  |                  |                  |                  |                  |                  |                  |                  |                  |                  |                  |

## Персоналії
- Джек Карсон (1910—1963) — американський актор канадського походження.